# Jason Denayer
Jason Grégory Marianne Denayer (* 28. června 1995 Jette) je belgický profesionální fotbalista, který hraje na pozici středního obránce za klub Al-Ahli Dubai ze Spojených arabských emirátů a za belgický národní tým.

## Reprezentační kariéra
Denayer byl členem belgických mládežnických reprezentací.
V A-mužstvu Belgie debutoval 31. 3. 2015 v kvalifikačním zápase v Jeruzalémě na stadionu Teddy proti týmu Izraele (výhra 1:0).
Trenér Marc Wilmots jej nominoval na EURO 2016 ve Francii, kde byli Belgičané vyřazeni ve čtvrtfinále Walesem po porážce 1:3. Plnil roli náhradníka, nastoupil pouze ve čtvrtfinále s Walesem, neboť belgickému národnímu týmu se kvůli zranění či vykartování hráčů rozpadla obranná formace.